# 外延性の公理
外延性の公理（がいえんせいのこうり、英: axiom of extensionality）は、ZF公理系を構成する公理の一つで、「全く同じ要素からなる2つの集合は等しい」ことを主張するものである。

## 定義
A, B を任意の集合とするとき、もし任意の集合 X について「X が A の要素であるならば、そのときに限り X は B の要素である」が成り立つならば、A と B は等しい。すなわち、
{\displaystyle \forall A\,\forall B\,(\forall X\,(X\in A\iff X\in B)\Rightarrow A=B)}

## 性質
この公理は、「集合はそれが含む要素によって一意に定まる」ことを主張する。
例えば、{a, b｝と{b, a｝が等しいことや、{a, a｝が{a}と等しい（すなわち多重集合は存在しない）ことなどが導かれる。
この逆も等号の代入原理により成り立つので、実際は
{\displaystyle \forall A\,\forall B\,(\forall X\,(X\in A\iff X\in B)\iff A=B)}
が成り立つことになる。

## 他の公理との関係
空集合の公理、対の公理、和集合の公理、冪集合公理で存在が主張される集合はそれぞれ、外延性の公理により一意に定まる。